# Capo Virgenes

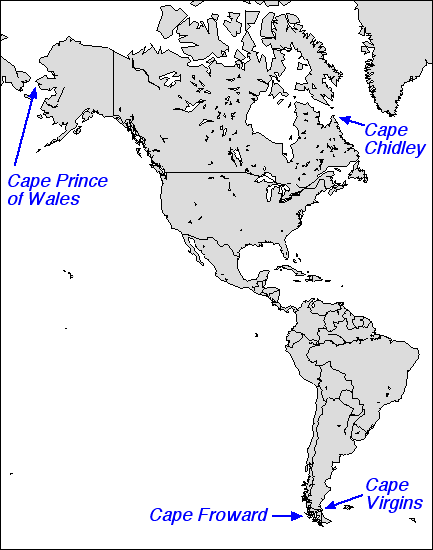
Capo Vírgenes e gli altri capi delle Americhe.

Capo Virgenes (in spagnolo Cabo Vírgenes) è un promontorio situato a 9 km a nord-est di Punta Dungeness, il punto, sull'Oceano Atlantico, più a sud del continente americano, escludendo le aree insulari. Fa parte del Dipartimento di Güer Aike, nella provincia di Santa Cruz, in Argentina. Si trova a 134 km a sud-ovest di Río Gallegos, la capitale provinciale.

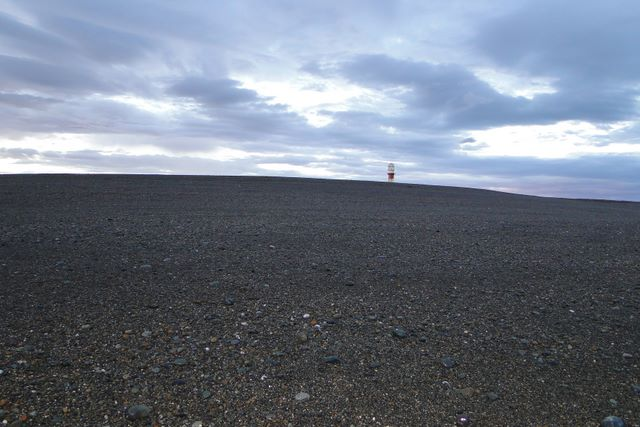
Capo Virgenes

## Storia
Ferdinando Magellano giunse al capo il 21 ottobre del 1520 scoprendo uno stretto, poi denominato Stretto di Magellano. Il 21 ottobre è la festa di Sant'Orsola e delle undicimila vergini ed il capo fu così denominato in suo onore.
Il faro argentino di Capo Vergines è operativo dal 1904. Nel 1876, è stato trovato dell'oro mescolato nella sabbie della costa.
Presso Capo Virgenes si trova un monumento che ricorda il sito in cui Pedro Sarmiento de Gamboa fondò la Ciudad del Nombre de Jesús, nel 1584. La città era situata ai piedi di un altopiano a nord-ovest della Riserva, e vicino al confine con il Cile. Vi è anche un vecchio cimitero in cui riposano i resti dei naufragi, con alcune tombe risalenti a più di 100 anni fa.

## Zone di Protezione Speciale
In una porzione del capo è stata istituita una Zona di Protezione Speciale, la Riserva Provinciale di Capo Virgenes, che copre un'area della fascia costiera ad est, per un settore circolare di 6 miglia nautiche di raggio dal faro di Capo Virgenes, raggiungendo a sud-ovest il confine internazionale con il Cile.